# Finca de hierro
La Finca de hierro, oficialmente edificio Garcerán en honor a la familia que llevó a cabo su financiación y construcción, es un edificio ubicado en la calle Xàtiva número 1, en el centro de la ciudad de Valencia, España.

## Edificio
Forma parte del distrito de Ciutat Vella siendo su edificio más alto, y se encuentra en el barrio de San Francisco, concretamente en la plaza de San Agustín, en el inicio de la calle de Xàtiva. Posee 22 plantas de altura y su altura total es de 85 metros.
Fue construido por los arquitectos Vicente Figuerola Benavent y Vicente Aliena Goiti para Amadeo Garcerán Simón sobre los terrenos de la antigua fundición Primitiva Valenciana. Sus obras comienzan en el año 1954 y finalizaran en 1962. Durante la siguiente década, el edificio sirvió de sede principal para el histórico Cupón Regalo Comercial de Amadeo Garcerán. Fue el edificio más alto de la ciudad durante cerca de cuarenta años, hasta finales del siglo XX. Actualmente es el 9.º edificio más alto de la ciudad. Su uso es residencial.
Se conoce popularmente el edificio como la Finca de hierro por la imponente estructura de hierro que se empleó en su construcción y que durante años quedó al descubierto, pudiéndose apreciar desde la calle. Durante su construcción también fue popularmente conocida como la Finca Collons, porque cuando la gente salía de la estación del Norte miraba hacia la izquierda, veía el edificio en construcción y solía exclamar en valenciano: "¡Collons, quina finca!".